# Let Aerosucre 4544
Let Aerosucre 4544 byl vnitrostátní let kolumbisjké letecké společnosti Aerosucre s nákladním letounem Boeing 727-200 (imatrikulace HK-4544), který v úterý 20. prosince 2016 havaroval po startu, přičemž zemřelo 5 z 6 členů posádky na palubě. Letadlu se nepodařilo včas vzlétnout z letiště Germán Olano u Puerta Carreña a po třech minutách se zřítilo. Cílová destinace mělo být bogotské Mezinárodní letiště El Dorado.